# 500-talet

## Händelser
- Antiphonarium Benchorense nedtecknas.

## Födda
- Omkring 570 – Muhammed, profet och islams grundare.

## Avlidna
- 18 maj 526 – Johannes I, påve.
- 2 maj 535 – Johannes II, påve.
- 13 juli 574 – Johannes III, påve.
- 30 juli 579 – Benedictus I, påve.